# 무카이 아키
무카이 아키(일본어: 向井亜紀, 1964년 11월 3일 ~ )는 일본의 배우이자 탤런트이다.

## 출연
- B-로봇 가브타크 - 코엔지 마도카 역